# کج‌صورت‌واران
کج‌صورت‌واران (نام علمی: Acridoidea) نام یک بالاخانواده از راسته راست‌بالان است.